# Vuelta a Suiza 2001
La Vuelta a Suiza 2001 fue la 65.ª edición de la carrera, que se disputó entre el 19 y el 28 de junio de 2001, para un recorrido total de 1412 km con salida en Rust y llegada a Lausanne. El estadounidense Lance Armstrong del equipo Team Coast se adjudicó la carrera, aunque la victoria se le fue retirada en 2012 por dopaje.

## Etapas
| Etapa | Fecha       | Recorrido                  | km    | Vencedor de la etapa | Líder              |
| ----- | ----------- | -------------------------- | ----- | -------------------- | ------------------ |
| Prol. | 19 de junio | Rust () (CRI)              | 7,9   | Lance Armstrong      | Lance Armstrong    |
| 1.ª   | 20 de junio | Rust () > Basilea          | 178,8 | Erik Zabel           | Lance Armstrong    |
| 2.ª   | 21 de junio | Reinach > Baar             | 162,7 | Gianluca Bortolami   | Gianluca Bortolami |
| 3.ª   | 22 de junio | Baar > Wildhaus            | 144   | Aleksandr Vinokurov  | Gianluca Bortolami |
| 4.ª   | 23 de junio | Widnau > San Gottardo      | 220,6 | Dmitri Konyshev      | Wladimir Belli     |
| 5.ª   | 24 de junio | Mendrisio > Mendrisio      | 174,1 | Serguéi Ivanov       | Wladimir Belli     |
| 6.ª   | 25 de junio | Locarno > Naters           | 156,6 | Stefano Garzelli     | Wladimir Belli     |
| 7.ª   | 26 de junio | Sion > Crans-Montana (CRE) | 25,1  | Lance Armstrong      | Lance Armstrong    |
| 8.ª   | 27 de junio | Sion > Lausana             | 166,8 | Erik Zabel           | Lance Armstrong    |
| 9.ª   | 28 de junio | Lausana > Lausana          | 175,9 | Oscar Camenzind      | Lance Armstrong    |

## Detalles de la etapa

### Prólogo
- 19 de junio: Rust () – CRI – 7,9 km[3]

Resultados
| Pos. | Corredor         | Equipo      | Tiempo |
| ---- | ---------------- | ----------- | ------ |
| DSQ  | Lance Armstrong  | US Postal   | 9'44"  |
| 2    | Laurent Jalabert | CSC-Tiscali | a 5"   |
| 3    | Tyler Hamilton   | US Postal   | a 5"   |

| Pos. | Corredor         | Equipo      | Tiempo |
| ---- | ---------------- | ----------- | ------ |
| DSQ  | Lance Armstrong  | US Postal   | 9'44"  |
| 2    | Laurent Jalabert | CSC-Tiscali | a 5"   |
| 3    | Tyler Hamilton   | US Postal   | a 5"   |

### 1.ª etapa
- 21 de junio: Rust () > Basilea – 178,8 km[4]

Resultados
| Pos. | Corredor       | Equipo        | Tiempo   |
| ---- | -------------- | ------------- | -------- |
| 1    | Erik Zabel     | Deutsche Tel. | 4h26'49" |
| 2    | Paolo Bettini  | Mapei         | s.t.     |
| 3    | Saulius Ruškys | Gerolsteiner  | s.t.     |

| Pos. | Corredor         | Equipo       | Tiempo   |
| ---- | ---------------- | ------------ | -------- |
| DSQ  | Lance Armstrong  | US Postal    | 4h36'33" |
| 2    | Servais Knaven   | Domo-Farm F. | a 3"     |
| 3    | Laurent Jalabert | CSC-Tiscali  | a 5"     |

### 2.ª etapa
- 21 de junio: Reinach > Baar – 162,7 km[5]

Resultados
| Pos. | Corredor           | Equipo        | Tiempo   |
| ---- | ------------------ | ------------- | -------- |
| 1    | Gianluca Bortolami | Tacconi Sport | 3h46'29" |
| 2    | Peter Wrolich      | Gerolsteiner  | s.t.     |
| 3    | Robbie McEwen      | Domo-Farm F.  | a 2'53"  |

| Pos. | Corredor           | Equipo        | Tiempo   |
| ---- | ------------------ | ------------- | -------- |
| 1    | Gianluca Bortolami | Tacconi Sport | 8h23'20" |
| 2    | Peter Wrolich      | Gerolsteiner  | a 6"     |
| SQ   | Lance Armstrong    | US Postal     | a 2'35"  |

### 3.ª etapa
- 22 de junio: Baar > Wildhaus – 144 km[6]

Resultados
| Pos. | Corredor            | Equipo        | Tiempo   |
| ---- | ------------------- | ------------- | -------- |
| 1    | Aleksandr Vinokurov | Deutsche Tel. | 3h39'15" |
| 2    | Gilberto Simoni     | Lampre        | a 9"     |
| 3    | Laurent Jalabert    | CSC-Tiscali   | s.t.     |

| Pos. | Corredor            | Equipo        | Tiempo    |
| ---- | ------------------- | ------------- | --------- |
| 1    | Gianluca Bortolami  | Tacconi Sport | 12h04'56" |
| 2    | Aleksandr Vinokurov | Deutsche Tel. | a 14"     |
| 3    | Peter Wrolich       | Gerolsteiner  | a 15"     |

### 4.ª etapa
- 23 de junio: Widnau > San Gottardo – 220,6 km[7]

Resultados
| Pos. | Corredor        | Equipo        | Tiempo   |
| ---- | --------------- | ------------- | -------- |
| 1    | Dmitri Konyshev | Fassa Bortolo | 5h56'08" |
| 2    | Gilberto Simoni | Lampre        | a 1'57"  |
| 3    | Wladimir Belli  | Fassa Bortolo | s.t.     |

| Pos. | Corredor        | Equipo        | Tiempo    |
| ---- | --------------- | ------------- | --------- |
| 1    | Wladimir Belli  | Fassa Bortolo | 18h03'39" |
| 2    | Gilberto Simoni | Lampre        | a 1"      |
| SQ   | Lance Armstrong | US Postal     | a 25"     |

### 5.ª etapa
- 24 de junio: Mendrisio > Mendrisio – 174,1 km[8]

Resultados
| Pos. | Corredor            | Equipo        | Tiempo   |
| ---- | ------------------- | ------------- | -------- |
| 1    | Serguéi Ivanov      | Fassa Bortolo | 4h00'27" |
| 2    | Aleksandr Vinokurov | Deutsche Tel. | s.t.     |
| 3    | Laurent Jalabert    | CSC-Tiscali   | s.t.     |

| Pos. | Corredor        | Equipo        | Tiempo    |
| ---- | --------------- | ------------- | --------- |
| 1    | Wladimir Belli  | Fassa Bortolo | 22h04'11" |
| 2    | Gilberto Simoni | Lampre        | a 1"      |
| SQ   | Lance Armstrong | US Postal     | a 25"     |

### 6.ª etapa
- 25 de junio: Locarno > Naters – 156,6 km[9]

Resultados
| Pos. | Corredor         | Equipo       | Tiempo   |
| ---- | ---------------- | ------------ | -------- |
| 1    | Stefano Garzelli | Mapei        | 3h59'13" |
| 2    | Michele Bartoli  | Mapei        | a 4'23"  |
| 3    | Tomáš Konečný    | Domo-Farm F. | a 7'28"  |

| Pos. | Corredor        | Equipo        | Tiempo    |
| ---- | --------------- | ------------- | --------- |
| 1    | Wladimir Belli  | Fassa Bortolo | 26h10'52" |
| 2    | Gilberto Simoni | Lampre        | a 1"      |
| SQ   | Lance Armstrong | US Postal     | a 25"     |

### 7.ª etapa
- 26 de junio: Sion > Crans-Montana (CRI) – 25,1 km[10]

Resultados
| Pos. | Corredor        | Equipo    | Tiempo  |
| ---- | --------------- | --------- | ------- |
| DSQ  | Lance Armstrong | US Postal | 47'18"  |
| 2    | Gilberto Simoni | Lampre    | a 1'25" |
| 3    | Tyler Hamilton  | US Postal | a 1'26" |

| Pos. | Corredor        | Equipo        | Tiempo    |
| ---- | --------------- | ------------- | --------- |
| DSQ  | Lance Armstrong | US Postal     | 26h58'25" |
| 2    | Gilberto Simoni | Lampre        | a 1'05"   |
| 3    | Wladimir Belli  | Fassa Bortolo | a 1'43"   |

### 8.ª etapa
- 27 de junio: Sion > Lausana – 166,8 km[11]

Resultados
| Pos. | Corredor       | Equipo        | Tiempo   |
| ---- | -------------- | ------------- | -------- |
| 1    | Erik Zabel     | Deutsche Tel. | 4h02'17" |
| 2    | Saulius Ruškys | Gerolsteiner  | s.t.     |
| 3    | Robbie McEwen  | Domo-Farm F.  | s.t.     |

| Pos. | Corredor        | Equipo        | Tiempo    |
| ---- | --------------- | ------------- | --------- |
| DSQ  | Lance Armstrong | US Postal     | 31h00'52" |
| 2    | Gilberto Simoni | Lampre        | a 1'02"   |
| 3    | Wladimir Belli  | Fassa Bortolo | a 1'34"   |

### 9.ª etapa
- 28 de junio: Lausana > Lausana – 175,9 km[12]

Resultados
| Pos. | Corredor         | Equipo      | Tiempo   |
| ---- | ---------------- | ----------- | -------- |
| 1    | Oscar Camenzind  | Lampre      | 3h56'18" |
| 2    | Emmanuel Magnien | F. des Jeux | s.t.     |
| 3    | Christian Poos   | Post Swiss  | s.t.     |

| Pos. | Corredor        | Equipo        | Tiempo    |
| ---- | --------------- | ------------- | --------- |
| DSQ  | Lance Armstrong | US Postal     | 35h00'06" |
| 2    | Gilberto Simoni | Lampre        | a 1'02"   |
| 3    | Wladimir Belli  | Fassa Bortolo | a 1'34"   |

## Clasificaciones finales

### Clasificación general
| Pos. | Corredor            | Equipo        | Tiempo    |
| ---- | ------------------- | ------------- | --------- |
| DSQ  | Lance Armstrong     | US Postal     | 35h00'06" |
| 2    | Gilberto Simoni     | Lampre        | a 1'02"   |
| 3    | Wladimir Belli      | Fassa Bortolo | a 1'34"   |
| 4    | Beat Zberg          | Rabobank      | a 2'47"   |
| 5    | Aleksandr Vinokurov | Deutsche Tel. | a 2'48"   |
| 6    | Georg Totschnig     | Gerolsteiner  | a 2'58"   |
| 7    | Juan Manuel Gárate  | Lampre        | a 3'30"   |
| 8    | Manuel Beltrán      | Mapei         | a 3'37"   |
| 9    | Laurent Jalabert    | CSC-Tiscali   | a 3'46"   |
| 10   | Daniel Schnider     | F. des Jeux   | a 5'51"   |

### Clasificación de la montaña
| Pos. | Corredor          | Equipo        | Puntos |
| ---- | ----------------- | ------------- | ------ |
| 1    | Dmitri Konyshev   | Fassa Bortolo | 94     |
| 2    | Stefano Garzelli  | Mapei         | 42     |
| 3    | Gilberto Simoni   | Lampre        | 38     |
| 4    | Nicolas Jalabert  | CSC-Tiscali   | 38     |
| 5    | Matthias Buxhofer | Phonak        | 34     |

### Clasificación por puntos
| Pos. | Corredor            | Equipo        | Puntos |
| ---- | ------------------- | ------------- | ------ |
| 1    | Erik Zabel          | Deutsche Tel. | 69     |
| 2    | Saulius Ruškys      | Gerolsteiner  | 67     |
| 3    | Aleksandr Vinokurov | Deutsche Tel. | 56     |
| 4    | Laurent Jalabert    | CSC-Tiscali   | 49     |
| 5    | Gilberto Simoni     | Lampre        | 44     |

### Clasificaciones de las metas volantes
| Pos. | Corredor         | Equipo        | Puntos |
| ---- | ---------------- | ------------- | ------ |
| 1    | Lukas Zumsteg    | Phonak        | 15     |
| 2    | Stefano Garzelli | Mapei         | 12     |
| 3    | Bert Grabsch     | Phonak        | 12     |
| 4    | Dmitri Konyshev  | Fassa Bortolo | 10     |
| 5    | Nicolas Jalabert | CSC-Tiscali   | 9      |

### Clasificación por equipos
| Pos. | Equipo           | Tiempo       | Puntos |
| ---- | ---------------- | ------------ | ------ |
| 1    | Nicolas Jalabert | CSC-Tiscali  | 12     |
| 2    | Daniel Atienza   | Cofidis      | 6      |
| 3    | Stefano Garzelli | Mapei        | 6      |
| 4    | Bert Grabsch     | Phonak       | 6      |
| 5    | Robbie McEwen    | Domo-Farm F. | 6      |